# In corsa con il diavolo
In corsa con il diavolo (Race with the Devil) è un film horror del 1975 diretto da Jack Starrett, con Peter Fonda.

## Trama
Frank, proprietario di una piccola officina ed ex-pilota di moto, e l'amico Roger, pilota di moto, stanno facendo una vacanza assieme alle loro mogli sul camper di Frank, diretti in Colorado. Durante il viaggio, assistono per caso ad un rito satanico con un sacrificio umano. Riusciti a fuggire, denunciano il fatto alla polizia locale, ma qualcosa nel comportamento dello sceriffo Taylor, non li convince, inoltre, la setta satanica ha lasciato loro un biglietto minatorio, che gli impone di non parlare a nessuno di ciò che hanno visto e di dimenticare tutto quanto. La sera successiva, le due coppie arrivano a un campeggio, i cui titolari (un'affiatata coppia di animatori turistici) li invitano a cena, durante la quale, Frank racconta la disavventura che li ha colpiti e confida, dopo un bicchiere di troppo, che è deciso a denunciare l'accaduto alla polizia di Amarillo. Tornati al campeggio, trovano il loro piccolo cane ucciso. È segno che la setta li sta perseguitando.
Facendo rotta verso il Texas si troveranno coinvolti in due inseguimenti da parte della setta, dai quali usciranno vivi, ma con i nervi a pezzi. Arrivati in Texas, e appartatosi in una radura, al calare del buio, attorno al loro camper, si alza un cerchio di fuoco, e i protagonisti, rincontrando la setta, scoprono che tra di loro ne fanno parte lo sceriffo Taylor e altri personaggi incontrati nel viaggio, che si avvicinano minacciosi.